# مقاطعة مورغان (إلينوي)
مقاطعة مورغان (بالإنجليزية: Morgan County)‏ هي إحدى المقاطعات في ولاية إلينوي في الولايات المتحدة الأمريكية.

## معرض صور

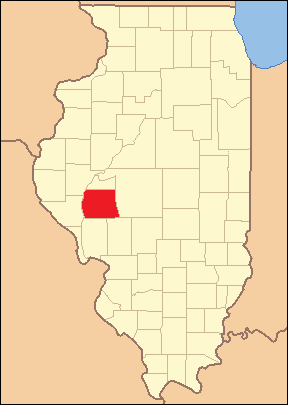
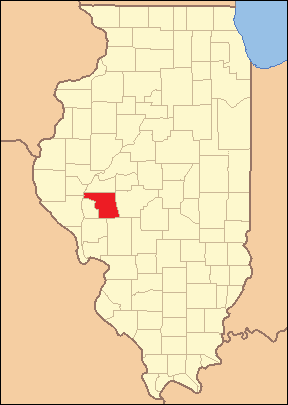
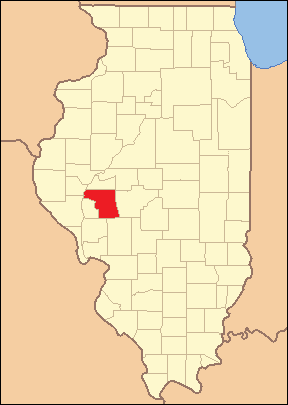
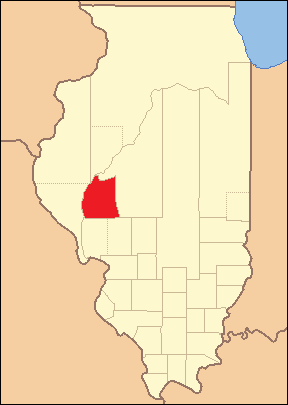

## أعلام
- لي دبليو. فولتون